# Пюрково (Куявсько-Поморське воєводство)
Пюрково (пол. Piórkowo) — село в Польщі, у гміні Радомін Ґолюбсько-Добжинського повіту Куявсько-Поморського воєводства.
Населення — 306 осіб (2011).
У 1975-1998 роках село належало до Торунського воєводства.

## Демографія
Демографічна структура станом на 31 березня 2011 року:
|          | Загалом | Допрацездатний вік | Працездатний вік | Постпрацездатний вік |
| -------- | ------- | ------------------ | ---------------- | -------------------- |
| Чоловіки | 165     | 38                 | 112              | 15                   |
| Жінки    | 141     | 26                 | 81               | 34                   |
| Разом    | 306     | 64                 | 193              | 49                   |